# Buneo
Padrona di feudi e castelli nell'astigiano, la famiglia mantenne un ruolo di primo piano all'interno del governo comunale della città. In particolare, i Buneo, di tradizione ghibellina, riuscirono ad essere molto potenti e influenti in città a discapito della loro ridotta presenza numerica.

## Origini e Sviluppo
Il primo Buneo a comparire è Secondo, fatto prigioniero durante l'assedio della città di Asti da Federico Barbarossa nel 1155.
La famiglia alternò l'attività bancaria in Lorena, Poirino e Serravalle con la partecipazione alla vita pubblica della città: Ranieri Buneo, mercante d'oltralpe, fu sapiens nel 1290 e Berardo sapiens nel 1299. In 1304 la famiglia fu esiliata in seguito alla guerra civile delle famiglie guelfe astigiane. Molti membri si trasferirono definitivamente in Lorena, ora parte della Francia moderna.
Rientrato in città, nel 1344 fu eletto ambasciatore di Luchino Visconti un Buneo dei Bunei.
Nel 1406 Gabriele, commerciante di tessuti, aveva una propria bottega ad Asti.
La famiglia arrivò a Moncalieri con un soldato dell'esercito savoiardo, Giorgio, e il figlio Bartolomeo, dottore di Filiberto I di Savoia, professore straordinario di medicina a Torino e feudatario del castello di Bagnolo dal 1479 quando alla famiglia furono date in feudo le località di Bagnolo, Bussoleno, Centallo e nel XVI secolo il dottor Gabriele del re di Francia nel 1502 acquistò parte del castello di Monale di proprietà della famiglia Isnardi.
Nel 1620 Carlo Emanuele di Savoia eresse in feudo il comune di Variglie e investì Gerolama Lignana, moglie di Melchiorre Buneo, gentiluomo della camera dei conti di Monale e Bastia, morto nel 1657 e sepolto nella cattedrale di Asti.
Si pensava che la famiglia si estinse nel 1717, l'ultima era la discendente di Anna Gerolama che, sposando un Malabaila, lasciò i feudi a quella famiglia. Fu poi scoperto nel 1778 che Luigi Buneo, nipote sconosciuto di Melchiorre Buneo, era schierato per rappresentare la Terza 3ª Armata Piemontese di Casa Savoia negli Stati Uniti come combattente alleato contro l'invasione britannica. Luigi ha lasciato dietro di sé una moglie Isabella e un (1) figlio maschio Melchiorre e una figlia Angelina. Nel 1816 Melchiorre II lasciò la Regione Piemonte nel 1816 dopo l'unificazione per il neoordinato Regno delle Due Sicilie. Melchiorre II sposò Caterinia ne Fiizzaponte e ebbe un figlio tramite matrimonio in cui chiamò Melchiorre III. Il successivo Melchiorre si stabilì nell'attuale Reggio Calabria a Punta Pezzo e allevò il suo unico figlio Marco come pescatore, possedendo infine una significativa attività di esportazione operante attraverso lo Stretto di Messina.
Nel 1773 Marco Buneo e sua moglie Emelia emigrarono negli Stati Uniti attraverso l'Isola di Ellis, sebbene avessero naturalizzato gli immigrati nel 1884 ricevettero il mandato di rinunciare alla cittadinanza del Regno in Italia, viaggiando frequentemente nei primi anni del 1900 nelle rispettive città natale di Punta Pezzo, Reggio di Calabria e Villa Badia Sicilia.
Durante la metà del XIX secolo fino ai giorni nostri, la famiglia Buneo è rappresentata in tutti i rami degli Stati Uniti e ha registrato rappresentanti della polizia di New York e del ruolo dei primi soccorritori dei vigili del fuoco durante gli attacchi al World Trade Center di New York del 2001.
La prima ondata di immigrati negli Stati Uniti sono stati Marco ed Emilia Buneo. Il nome della famiglia è onorato nella passerella del Museo Garabaldi a Staten Island New York Aggiornamenti apportati allo stemma di famiglia
Post unificazione
Famiglie americane dei secoli XIX-In onore di coloro che hanno servito l'esercito americano
I primi soccorritori del World Trade Center

## Le abitazioni
Nel XVI secolo, la famiglia occupava l'isolato formato tra le vie Giobert, Natta e Cattedrale nel Rione Cattedrale; altre dimore erano ubicate sulla piazza del Duomo nel XV secolo, senza escluderne una presenza antecedente.
Motto: IVSTITIA. FORTVNAM. NVMQVAM. DESERIT.

## Genealogia
Discendenza dei Buneo di Asti nei suoi tratti principali
|  |  |  |  |  |  |  |  |          |          |          |          |          |          |  |  |  |  |  |  |                  |                  |                  |                  | Enrietto 1460                      |                  |                  |                  |                                       |                                       |                                       |                                       |                                       |                                       |                         |                         |                         |                         |                         |                         |                  |                  |                                    |                                    |                                    |                                    |                                    |                                    |  |  |  |  |  |  |  |  |  |  |  |  |  |  |  |  |  |  |  |  |  |  |  |  |
|  |  |  |  |  |  |  |  |          |          |          |          |          |          |  |  |  |  |  |  |                  |                  |                  |                  |                                    |                  |                  |                  |                                       |                                       |                                       |                                       |                                       |                                       |                         |                         |                         |                         |                         |                         |                  |                  |                                    |                                    |                                    |                                    |                                    |                                    |  |  |  |  |  |  |  |  |  |  |  |  |  |  |  |  |  |  |  |  |  |  |  |  |
|  |  |  |  |  |  |  |  |          |          |          |          |          |          |  |  |  |  |  |  |                  |                  |                  |                  | Gabriele Consignore di Monale 1502 |                  |                  |                  |                                       |                                       |                                       |                                       |                                       |                                       |                         |                         |                         |                         |                         |                         |                  |                  |                                    |                                    |                                    |                                    |                                    |                                    |  |  |  |  |  |  |  |  |  |  |  |  |  |  |  |  |  |  |  |  |  |  |  |  |
|  |  |  |  |  |  |  |  |          |          |          |          |          |          |  |  |  |  |  |  |                  |                  |                  |                  |                                    |                  |                  |                  |                                       |                                       |                                       |                                       |                                       |                                       |                         |                         |                         |                         |                         |                         |                  |                  |                                    |                                    |                                    |                                    |                                    |                                    |  |  |  |  |  |  |  |  |  |  |  |  |  |  |  |  |  |  |  |  |  |  |  |  |
|  |  |  |  |  |  |  |  |          |          |          |          |          |          |  |  |  |  |  |  |                  |                  |                  |                  | Giovanni Angelo                    |                  |                  |                  |                                       |                                       |                                       |                                       |                                       |                                       |                         |                         |                         |                         |                         |                         |                  |                  |                                    |                                    |                                    |                                    |                                    |                                    |  |  |  |  |  |  |  |  |  |  |  |  |  |  |  |  |  |  |  |  |  |  |  |  |
|  |  |  |  |  |  |  |  |          |          |          |          |          |          |  |  |  |  |  |  |                  |                  |                  |                  |                                    |                  |                  |                  |                                       |                                       |                                       |                                       |                                       |                                       |                         |                         |                         |                         |                         |                         |                  |                  |                                    |                                    |                                    |                                    |                                    |                                    |  |  |  |  |  |  |  |  |  |  |  |  |  |  |  |  |  |  |  |  |  |  |  |  |
|  |  |  |  |  |  |  |  |          |          |          |          |          |          |  |  |  |  |  |  |                  |                  |                  |                  |                                    |                  | Lodovico         | Lodovico         | Lodovico                              | Lodovico                              | Lodovico                              | Lodovico                              |                                       |                                       |                         |                         |                         |                         | Maria Roero             | Maria Roero             | Maria Roero      | Maria Roero      | Maria Roero                        | Maria Roero                        |                                    |                                    |                                    |                                    |  |  |  |  |  |  |  |  |  |  |  |  |  |  |  |  |  |  |  |  |  |  |  |  |
|  |  |  |  |  |  |  |  |          |          |          |          |          |          |  |  |  |  |  |  |                  |                  |                  |                  |                                    |                  | Lodovico         | Lodovico         | Lodovico                              | Lodovico                              | Lodovico                              | Lodovico                              |                                       |                                       |                         |                         |                         |                         | Maria Roero             | Maria Roero             | Maria Roero      | Maria Roero      | Maria Roero                        | Maria Roero                        |                                    |                                    |                                    |                                    |  |  |  |  |  |  |  |  |  |  |  |  |  |  |  |  |  |  |  |  |  |  |  |  |
|  |  |  |  |  |  |  |  |          |          |          |          |          |          |  |  |  |  |  |  |                  |                  |                  |                  |                                    |                  |                  |                  |                                       |                                       |                                       |                                       |                                       |                                       |                         |                         |                         |                         |                         |                         |                  |                  |                                    |                                    |                                    |                                    |                                    |                                    |  |  |  |  |  |  |  |  |  |  |  |  |  |  |  |  |  |  |  |  |  |  |  |  |
|  |  |  |  |  |  |  |  |          |          |          |          |          |          |  |  |  |  |  |  |                  |                  |                  |                  |                                    |                  |                  |                  |                                       |                                       |                                       |                                       |                                       |                                       |                         |                         |                         |                         |                         |                         |                  |                  |                                    |                                    |                                    |                                    |                                    |                                    |  |  |  |  |  |  |  |  |  |  |  |  |  |  |  |  |  |  |  |  |  |  |  |  |
|  |  |  |  |  |  |  |  |          |          |          |          |          |          |  |  |  |  |  |  |                  |                  |                  |                  | Attilio                            | Attilio          | Attilio          | Attilio          | Attilio                               | Attilio                               |                                       |                                       | Gabriele                              | Gabriele                              | Gabriele                | Gabriele                | Gabriele                | Gabriele                |                         |                         | Melchiorre       | Melchiorre       | Melchiorre                         | Melchiorre                         | Melchiorre                         | Melchiorre                         |                                    |                                    |  |  |  |  |  |  |  |  |  |  |  |  |  |  |  |  |  |  |  |  |  |  |  |  |
|  |  |  |  |  |  |  |  |          |          |          |          |          |          |  |  |  |  |  |  |                  |                  |                  |                  | Attilio                            | Attilio          | Attilio          | Attilio          | Attilio                               | Attilio                               |                                       |                                       | Gabriele                              | Gabriele                              | Gabriele                | Gabriele                | Gabriele                | Gabriele                |                         |                         | Melchiorre       | Melchiorre       | Melchiorre                         | Melchiorre                         | Melchiorre                         | Melchiorre                         |                                    |                                    |  |  |  |  |  |  |  |  |  |  |  |  |  |  |  |  |  |  |  |  |  |  |  |  |
|  |  |  |  |  |  |  |  |          |          |          |          |          |          |  |  |  |  |  |  |                  |                  |                  |                  |                                    |                  |                  |                  |                                       |                                       |                                       |                                       |                                       |                                       |                         |                         |                         |                         |                         |                         |                  |                  |                                    |                                    |                                    |                                    |                                    |                                    |  |  |  |  |  |  |  |  |  |  |  |  |  |  |  |  |  |  |  |  |  |  |  |  |
|  |  |  |  |  |  |  |  | Lodovico | Lodovico | Lodovico | Lodovico | Lodovico | Lodovico |  |  |  |  |  |  | Dorotea Cambiano | Dorotea Cambiano | Dorotea Cambiano | Dorotea Cambiano | Dorotea Cambiano                   | Dorotea Cambiano |                  |                  | Melchiorre Signore di Monale e Bastia | Melchiorre Signore di Monale e Bastia | Melchiorre Signore di Monale e Bastia | Melchiorre Signore di Monale e Bastia | Melchiorre Signore di Monale e Bastia | Melchiorre Signore di Monale e Bastia |                         |                         |                         |                         |                         |                         | Girolama Lignana | Girolama Lignana | Girolama Lignana                   | Girolama Lignana                   | Girolama Lignana                   | Girolama Lignana                   |                                    |                                    |  |  |  |  |  |  |  |  |  |  |  |  |  |  |  |  |  |  |  |  |  |  |  |  |
|  |  |  |  |  |  |  |  | Lodovico | Lodovico | Lodovico | Lodovico | Lodovico | Lodovico |  |  |  |  |  |  | Dorotea Cambiano | Dorotea Cambiano | Dorotea Cambiano | Dorotea Cambiano | Dorotea Cambiano                   | Dorotea Cambiano |                  |                  | Melchiorre Signore di Monale e Bastia | Melchiorre Signore di Monale e Bastia | Melchiorre Signore di Monale e Bastia | Melchiorre Signore di Monale e Bastia | Melchiorre Signore di Monale e Bastia | Melchiorre Signore di Monale e Bastia |                         |                         |                         |                         |                         |                         | Girolama Lignana | Girolama Lignana | Girolama Lignana                   | Girolama Lignana                   | Girolama Lignana                   | Girolama Lignana                   |                                    |                                    |  |  |  |  |  |  |  |  |  |  |  |  |  |  |  |  |  |  |  |  |  |  |  |  |
|  |  |  |  |  |  |  |  |          |          |          |          |          |          |  |  |  |  |  |  |                  |                  |                  |                  |                                    |                  |                  |                  |                                       |                                       |                                       |                                       |                                       |                                       |                         |                         |                         |                         |                         |                         |                  |                  |                                    |                                    |                                    |                                    |                                    |                                    |  |  |  |  |  |  |  |  |  |  |  |  |  |  |  |  |  |  |  |  |  |  |  |  |
|  |  |  |  |  |  |  |  |          |          |          |          |          |          |  |  |  |  |  |  |                  |                  |                  |                  |                                    |                  |                  |                  |                                       |                                       |                                       |                                       |                                       |                                       | Carlo Maurizio          |                         |                         |                         |                         |                         |                  |                  |                                    |                                    |                                    |                                    |                                    |                                    |  |  |  |  |  |  |  |  |  |  |  |  |  |  |  |  |  |  |  |  |  |  |  |  |
|  |  |  |  |  |  |  |  |          |          |          |          |          |          |  |  |  |  |  |  |                  |                  |                  |                  |                                    |                  |                  |                  |                                       |                                       |                                       |                                       |                                       |                                       |                         |                         |                         |                         |                         |                         |                  |                  |                                    |                                    |                                    |                                    |                                    |                                    |  |  |  |  |  |  |  |  |  |  |  |  |  |  |  |  |  |  |  |  |  |  |  |  |
|  |  |  |  |  |  |  |  |          |          |          |          |          |          |  |  |  |  |  |  |                  |                  |                  |                  |                                    |                  |                  |                  |                                       |                                       |                                       |                                       |                                       |                                       | Giulio Cesare 1698      |                         |                         |                         |                         |                         |                  |                  |                                    |                                    |                                    |                                    |                                    |                                    |  |  |  |  |  |  |  |  |  |  |  |  |  |  |  |  |  |  |  |  |  |  |  |  |
|  |  |  |  |  |  |  |  |          |          |          |          |          |          |  |  |  |  |  |  |                  |                  |                  |                  |                                    |                  |                  |                  |                                       |                                       |                                       |                                       |                                       |                                       |                         |                         |                         |                         |                         |                         |                  |                  |                                    |                                    |                                    |                                    |                                    |                                    |  |  |  |  |  |  |  |  |  |  |  |  |  |  |  |  |  |  |  |  |  |  |  |  |
|  |  |  |  |  |  |  |  |          |          |          |          |          |          |  |  |  |  |  |  |                  |                  |                  |                  |                                    |                  | Lodovico Bergera | Lodovico Bergera | Lodovico Bergera                      | Lodovico Bergera                      | Lodovico Bergera                      | Lodovico Bergera                      |                                       |                                       | Anna Girolama Gabriella | Anna Girolama Gabriella | Anna Girolama Gabriella | Anna Girolama Gabriella | Anna Girolama Gabriella | Anna Girolama Gabriella |                  |                  | Carlo Girolamo Malabaila di Canale | Carlo Girolamo Malabaila di Canale | Carlo Girolamo Malabaila di Canale | Carlo Girolamo Malabaila di Canale | Carlo Girolamo Malabaila di Canale | Carlo Girolamo Malabaila di Canale |  |  |  |  |  |  |  |  |  |  |  |  |  |  |  |  |  |  |  |  |  |  |  |  |
|  |  |  |  |  |  |  |  |          |          |          |          |          |          |  |  |  |  |  |  |                  |                  |                  |                  |                                    |                  | Lodovico Bergera | Lodovico Bergera | Lodovico Bergera                      | Lodovico Bergera                      | Lodovico Bergera                      | Lodovico Bergera                      |                                       |                                       | Anna Girolama Gabriella | Anna Girolama Gabriella | Anna Girolama Gabriella | Anna Girolama Gabriella | Anna Girolama Gabriella | Anna Girolama Gabriella |                  |                  | Carlo Girolamo Malabaila di Canale | Carlo Girolamo Malabaila di Canale | Carlo Girolamo Malabaila di Canale | Carlo Girolamo Malabaila di Canale | Carlo Girolamo Malabaila di Canale | Carlo Girolamo Malabaila di Canale |  |  |  |  |  |  |  |  |  |  |  |  |  |  |  |  |  |  |  |  |  |  |  |  |